# Монте Велино
Монте Велино (на латински: Monte Velino) е планина (2487 m) в провинция Л'Акуила, регион Абруцо в Италия.
Част е от Абруцо Апенини в Централните Апенини и включва националния регионален парк „Сиренте Велино“.
В планината живеят италиански или евразийски вълци и диви свине.